# Le quaranta porte
Le quaranta porte (The Forty Rules of Love) è un romanzo della scrittrice turca Elif Şafak.
Il libro è stato pubblicato nel marzo 2009. È incentrato sulla figura del poeta mistico persiano Jalal al-Din Rumi, e sul suo maestro e amico Shams Tabrizi.
L’opera narra come Shams abbia trasformato un sapiente in un sufi (mistico) attraverso l’esperienza dell’amore.
Il romanzo ha riscosso un grande successo editoriale, vendendo oltre 750.000 copie tra Turchia e Francia.